# 北青山
北青山（日语：／ Kita-aoyama */?）是東京都港區的地名。郵遞區號為107-0061。2013年7月1日的人口為3,509人。

## 地理
位於東京都港區最西端的青山，屬於山之手地區。由北到南分為一丁目至三丁目。

## 歷史
江戶時代，此地為青山家的一部分，周邊聚落皆以「青山」命名。
之後陸續增加青山御掃除町、青山淺河町、青山御手大工町、青山五十人町、青山久保町、青山原宿町、青山六軒町、青山御爐路町、青山若松町、青山善光寺門前等町。明治時期開始合併。1872年（明治5年），除青山權田原町、青山高樹町、青山六軒町、青山三筋町以外的各町合併為青山北町與青山南町。
1878年（明治11年）實施「郡區町村編制法」，北町、南町大部分劃入赤坂區，港區成立後町名冠上「赤坂」。1966年（昭和41年）實施住居表示，以赤坂青山北町為中心，赤坂青山六軒町、赤坂青山三筋町、原宿等一部分合併成立北青山。

### 地名由來
附近一帶過去為德川家康重臣青山家下屋敷的街道，因此町名冠上「青山」（赤坂青山○○町），之後成為地名。原青山家屋敷地以厚木街道（大山道。現青山通、國道246號線）為界，分為南北兩側，北為現在的北青山。

### 沿革
- 1878年（明治11年）11月2日 - 廢除大區小區制，屬於東京府赤坂區。
- 1889年（明治22年）5月1日 - 開始施行市制，屬東京府東京市赤坂區。
- 1918年（大正7年）8月 - 女子學習院（後為學習院女子大學）成立。
- 1938年（昭和13年）11月18日 - 東京高速鐵道（後為東京地下鐵銀座線）青山六丁目站（後為表參道站）、外苑前站與青山一丁目站開始營業。
- 1943年（昭和18年）7月1日 -  開始施行東京都制，屬東京都赤坂區。
- 1947年（昭和22年）3月15日 - 劃入東京都港區。
  - 4月 - 秩父宮橄欖球場於女子學習院舊址啟用。
- 1953年（昭和28年） - 日本第一家超市紀之國屋開店。
- 1955年（昭和30年）3月1日 - 港區立青山中學校遷至陸軍大學校舊址。
- 1966年（昭和41年）10月1日 -  開始施行住居表示，設立一丁目至三丁目[3]。

### 町名變遷
| 實施後       | 實施年月日    | 實施前（無備註的町名代表全域）                                                                             |
| ------------ | ------------- | --- |
| 北青山一丁目 | 1966年10月1日 | 赤坂青山六軒町、赤坂青山三筋町一丁目、赤坂青山三筋町二丁目、赤坂青山北町一丁目、赤坂青山北町二丁目（部分） |
| 北青山二丁目 | 1966年10月1日 | 赤坂青山北町二丁目（部分）、赤坂青山北町三丁目、赤坂青山北町四丁目、原宿一丁目                             |
| 北青山三丁目 | 1966年10月1日 | 赤坂青山北町五丁目、赤坂青山北町六丁目                                                                     |

## 交通

### 鐵路
- 東京地下鐵銀座線
- 表參道站 - 外苑前站 - 青山一丁目站（車站所在地為南青山） -
- 東京地下鐵半藏門線
- 表參道站 - 青山一丁目站（車站所在地為南青山） -
- 東京地下鐵千代田線
- 表參道站 -
- 都營地下鐵大江戶線
- 青山一丁目站 -

### 道路
- 國道246號（青山通）
- 東京都道319號環狀三號線（外苑東通）
- 東京都道412號霞關澀谷線（骨董通）
- 東京都道413號赤坂杉並線（表参道通）
- 東京都道414號四谷角筈線
- 東京都道418號北品川四谷線（外苑西通）

## 設施
- 港區立青山中學校
- 巴西大使館
- 秩父宮橄欖球場
- 日本橄欖球協會
- 東京女子醫科大學青山醫院
- 伊藤忠商事東京本社
- TEPIA
- 紀之國屋